# Каменно-Верховка
Ка́менно-Верхо́вка — село Каширского района Воронежской области.
Административный центр Каменно-Верховского сельского поселения.

## География
Расположено на границе с городским округом «Город Нововоронеж» (разделено границей района и округа на две части; первая имеет почтовый индекс 396345, вторая — 396071).
Находится на левом берегу реки Дон, через которую из Каменно-Верховки в село Борщёво в 2006 году был пущен автомобильный мост на трассе Воронеж — Луганск.

## История
Было образовано в 1769 году. Тогда группа крестьян из села Каменный Верх (ныне 1-е и 2-е Сергиевское) из-за малоземелья перешла в Воронежскую губернию. Отсюда и получила название Каменоверхо́вское, но позже название изменилось на нынешнее.
В 2007 году в селе была построена церковь Введения во храм Пресвятой Богородицы.